# Voodoo (会社)
Voodoo SAS（別名:Voodoo.io）は、パリを拠点とするフランスのゲームクリエイターおよびゲーム販売会社。2013年にアレクサンドル・ヤズディとローラン・リッターによって設立され、AndroidとiOS向けの基本プレイ無料で遊べる「ハイパーカジュアルゲーム」を中心に開発している。 2022年2月の時点で、Voodooによってリリースされたゲームは合計60億回インストールされた。

## 歴史
Voodooは2013年にアレクサンドル・ヤズディ(Alexandre Yazdi)とローラン・リッター(Laurent Ritter)によって設立された。高校の友人であった創設者の2人は、2012年にモバイルアプリケーションサービス会社Studio Cadetを設立し、のちにゲーム販売会社にすることを目指していた 。ヤズディはVoodooの最高経営責任者を務め、ガブリエル・リボー(Gabriel Rivaud)はゲーム部門の副社長を務めている。リボー氏は、「同社は最初の4年間は混乱状態にあり、その後、事業戦略を変更することに決定し、過去に開発したゲームから収集したデータを基にして、より多くのプレイヤーを引き付ける新しいゲームを設計した」と述べている。
Voodooは2017年までに従業員数が4倍になり、80人に達し、2018年末までに150人に増えると予想されていた。 2018年5月、アメリカの銀行会社ゴールドマン・サックスは、West Street Capital Partners VII fundを通じて、Voodooに2億ドルを投資した。 これは、2015年以降のフランスのテクノロジーセクターの中では、最大の資金調達であった。当時、Voodooはパリ本部の傍らにモンペリエとストラスブールに支店を構えていた。現在ある、ドイツのベルリンにある開発スタジオは、ジェネラルマネージャーのAlexander Willinkが指揮して2018年12月に設立さたものである 。開発スタジオはおよそ10人の従業員で始まり、最終的には40人に拡大することを目指していた 。ベルリンのスタジオは後に、開発者のブリザード・エンターテイメント、キング・デジタル・エンターテインメント、ママウから主要な従業員を雇った 。トルコのイスタンブールにある出版局は、2019年8月に発表され、出版ディレクターのCorentin Selzが率いている. 。この出版社は、2019年11月にゲームロフトの元プロデューサーであるMehdi El Moussaliが率いるモントリオールの開発スタジオを開設することで存続させ、その年の12月にショーディッチを拠点とする開発者Gumbugを買収した
。
2024年6月、VoodooはBeRealを5億ユーロで買収した。

## ゲーム
Voodooによって公開されたゲームは、2019年4月までに合計20億回ダウンロードされた。 2019年12月のVoodooゲームのダウンロード数は26億、月間アクティブユーザーは3億人、個人プレーヤーは10億人だった。
Voodooがリリースしたゲームには、Helix Jump、Baseball Boy、Snake vs Block、Paper.io2、Hole.io、Aquapark.io、Crowd City、Purple Diverがある。そのゲームの大半は、AndroidおよびiOSスマートフォンオペレーティングシステム用に開発された、無料で遊べる「ハイパーカジュアルゲーム」である。Voodooは2019年11月に、モントリオールスタジオの開設に伴い、過去のハイパーカジュアルゲームに移行することを意図していると発表した 。
2021年9月27日、LINEがVoodooのゲームをもとにした「LINEポイントゲーム」という種類のゲームの配信を開始し、話題となった。
2022年2月16日に、ゲーム関係のアプリの総ダウンロード数が60億回を超えたと明らかにした。

## 批判
Voodooは、同人ゲームのクローンゲームを制作したことで批判されている。このような批判されているゲームには、Infinite Golf (Desert Golfingからコピー)、 Twisty Road (Impossible Roadからコピー)、 The Fish Master (Ridiculous Fishingからコピー)、 Flappy Dunk! (Flappy Birdからコピー)、 Rolly Vortex (Cheetah Mobileからコピー)、 The Cube (Curiosity: What's Inside the Cube?からコピー)、 そして Hole.io (Donut Countyからコピー)  Hole.ioの場合、ゲームはDonut Countyのコアゲームプレイメカニックを無断コピーしたと指摘している。プレイヤーは地面の穴を制御して環境内のオブジェクトを消費し、徐々に大きくなってより大きなオブジェクトを消費できるようになっている 。Ben Espositoは、Hole.ioがDonut Countyがリリースされる前の2018年半ばにリリースしたとき、5年以上Donut Countyの開発に取り組んでいた。メディアからの質問の回答で、Voodooは、同じサブジャンルのゲームに属していたものの、Hole.ioはDonut Countyのクローンではないと述べた。

## 受賞
- Best Publisher (nominated) – Mobile Games Awards 2018[18]
- Best Publisher – Mobile Games Awards 2019[19]
- #20 on Pocket Gamer.biz（英語版）'s "Top 50 Mobile Game Developers of 2018"[20]
- #5 on Pocket Gamer.biz（英語版）'s "Top 50 Mobile Game Makers of 2019"[21]